# Petőfa
Petőfa (korábban Peszkócz, szlovénül: Peskovci, vendül Peskouvci) falu Szlovéniában, a Muravidéken, Péterhegy községhez tartozik.

## Fekvése
Muraszombattól 23 km-re északra, Péterhegytől 1 km-re keletre a magyar határhoz közel,  a Vendvidéki-dombság a Goričko területén a Petőfai-patak (Peskovski-potok) partján fekszik.

## Története
A település első írásos említése 1395-ből a Békássy család levéltárában található okiratból származik "Pezkolch" alakban. 1448-ban "Poss. Pezkolcz", 1496-ban "Pezkowz" néven említik. A 15. században a Heczelfi (más néven Petróczi) család birtoka volt.
A Henczelfiek kihalása után  16. században a Balog nembeli Felsőlendvai Széchy család birtoka lett. A Széchy család fiágának kihalása után 1685-ban Széchy Katalinnal való házassága révén új birtokosa Nádasdy Ferenc lett. Ezután egészen a 19. század második feléig a Nádasdyaké. Lakói Péterhegy plébániájához tartoztak.
Vályi András szerint „PESZKÓCZ. Tót falu Vas Vármegyében, földes Urai több Uraságok, lakosai katolikusok, fekszik Felső Petrócznak szomszédságában, mellynek filiája, földgye sovány, harmadik osztálybéli. ” 
Fényes Elek szerint „Peszkócz, vindus falu, Vas vmegyében, Ut. p. Radkersburg. 184 evang. lak.”
Vas vármegye monográfiája szerint „Petőfa, 44 házzal és 225 ág. ev. vallású, vend lakossal. Postája Tót-Keresztúr, távirója Csákány.”
A 19. század végén Peszkóc nevét Petőfára magyarosították. Az eredeti elnevezés a szláv pesek (homok) szóból eredhet.
1910-ben 205, többségben szlovén lakosa volt, jelentős magyar kisebbséggel.
A trianoni békeszerződés előtt Vas vármegye Muraszombati járásához tartozott, majd a Vendvidéki Köztársaság, utána a Szerb–Horvát–Szlovén Királyság (1929-től Jugoszlávia) vette birtokba. 1941-45 között újból magyar, utána ismét jugoszláv fennhatóság alá került. A 2002-es adatok szerint 93 lakosa volt.